# Patria contratista
Patria contratista es una categoría usual en el análisis político y económico en Argentina, creado para definir a un grupo de empresas privadas poderosas cuyas ganancias provienen del Estado, a través de diversos tipos de contratos de obras y servicios, cuestionados por sus cláusulas leoninas, sospechas de corrupción y precios abusivos. La patria contratista surgió en Argentina durante la última dictadura cívico-militar, también conocida como el Proceso de Reorganización Nacional (1976-1983), y ha continuado actuando a lo largo de todo el período democrático posterior a su caída. 
El sistema que conforma la patria contratista fue expuesto con el paso del tiempo a causa de varios escándalos de corrupción. Un ejemplo es el de la familia Macri, cuyos negocios se encuentran entre los más favorecidos por el sistema. Otro ejemplo quedó expuesto en 2018, cuando los principales empresarios argentinos confesaron en la causa de los cuadernos que habían sido autores de delitos de corrupción empresarial, implicando a Cristina Kirchner, por entonces ex-presidenta de la Nación, de planes para adueñarse y cartelizar la obra pública.